# 中島みゆきのオールナイトニッポン月イチ
『中島みゆきのオールナイトニッポン月イチ』（なかじまみゆきのオールナイトニッポンつきイチ）とは、ニッポン放送で2013年4月15日から2018年9月17日まで、毎月1回月曜3時 - 5時（日曜深夜）に放送されたオールナイトニッポン関連番組である。

## 番組概要
2013年2月18日 - 24日に“オールナイトニッポン45周年”を記念した『おかげさまで45周年 オールナイトニッポンスペシャルウイーク』が企画され、集大成として『たけし みゆき 千春も登場! 伝説のパーソナリティが今を語る オールナイトニッポン45時間スペシャル』が放送された。これまでオールナイトニッポンの45周年を彩ってきたパーソナリティ22組が1組当たり約2時間の枠を担当し、延べ45時間をリレー形式で生放送した。
中島は2月24日3時 - 4時（23日深夜）生放送の『中島みゆきのオールナイトニッポン』で、「重大発表」として「ワタクシ中島みゆきは、今年4月からニッポン放送で月イチ『オールナイトニッポン』をやらかしまーす!」と発表した。オールナイトニッポンのレギュラーパーソナリティを務めるのは、1987年に『中島みゆきのオールナイトニッポン』が終了して以来である。
2018年8月20日（第65回）の放送で、次回、9月17日（第66回）の放送が最終回と発表された。「中島みゆき自身のライフワークとされる『夜会』を控えて、スケジュールが多忙なため」とされている。最終回で中島は「いったん小休止をとるがラジオパーソナリティとしての引退ではない」として、最終回前日に引退した安室奈美恵を引き合いに「（ラジオパーソナリティを）引退するわけではありません」と従来同様に放送を行い、番組の最後は北海道胆振東部地震をあんな時代もあったねと話せる復興を願うメッセージ葉書リクエスト曲の『時代』に続き、エンディングでは「では、ごきげんよう、ありがとうございました。」と締めのコメントをして5年半の番組の歴史に終止符が打たれた。
その後、リスナーからの要望を受け、2018年12月10日-12月13日の21:00～21:50の時間帯に、4日連続で『総集編』という形で、上柳昌彦をナビゲーターに迎えて、放送された。
なお『オールナイトニッポン月イチ』シリーズは本番組の終了から半年後の2019年4月、高嶋ひでたけによって引き継がれた。

## 放送時間
- 毎月1回（不定期）月曜3:00 - 5:00（日曜深夜） 生放送[7]
- 2013年12月15日（日）19:00 - 21:00[8]に、2013年に放送した番組の中から採り上げた「中島みゆきオールナイトニッポン月イチ 2013年総集編」を関東ローカル[9]で放送した。過去に放送したコーナーから採録した採用ネタと中島の楽曲を上柳昌彦アナウンサーが案内し、一部のコーナーとコメントは改めて収録された。19:58頃と20:58頃にニッポン放送交通情報がある。
- 2014年12月14日（日）17:30 - 18:50[10]に、2014年に放送された番組の中からピックアップした「中島みゆきオールナイトニッポン月イチ 2014年総集編」を関東ローカルで放送した。過去に放送したコーナーから採録した採用ネタ、後述の寝起きドッキリ、中島の楽曲を上柳昌彦アナウンサーが案内した。一部のコーナーとコメントは改めて収録された。

## ネット局
全てニッポン放送と同じ月1回の月曜3:00 - 5:00（日曜深夜）に放送。ネット局については番組公式サイト及び中島自身の公式サイトで発表。
ほとんどのラジオ局では月曜の未明・早朝に定期的な放送設備のメンテナンスが行われるため、ネット局においてはこの番組が始まる3:00まで放送休止（試験電波による音楽、ないしは停波）とするところが多いが、例外的にこの日だけ終夜放送とする局もある。また、クロスネット局である場合、4:00からTBSラジオのネット番組『ラジオ・パープル』（2013年4月 - 2015年3月）を放送した局は、この日だけは左記番組を臨時非ネットとしたことがあったが、『Fine music』（2015年4月 - 2016年9月）→『オーディナリーミュージック』（2016年10月 - ）となってからは、静岡放送を除いて左記番組のネットを取りやめている。

### 最終回時点
| 放送対象地域                  | 放送局名            | 放送開始日                              | 備考                  |
| ----------------------------- | ------------------- | --------------------------------------- | --------------------- |
| 関東広域圏                    | ニッポン放送（LF）  | 2013年4月15日 -                         | 制作局・NRN系列単独局 |
| 北海道                        | STVラジオ           | 2013年5月13日 -                         | NRN系列単独局         |
| 長野県                        | 信越放送（SBC）     | 2013年5月13日 -                         |                       |
| 福岡県                        | 九州朝日放送（KBC） | 2013年5月13日 -                         | NRN系列単独局         |
| 宮城県                        | 東北放送（TBC）     | 2013年5月13日 - 7月15日 2014年1月13日 - | [ 15 ] [ 16 ] [ 17 ]  |
| 大阪府・兵庫県 京都府・奈良県 | FM COCOLO           | 2013年10月21日 -                        | [ 18 ] [ 19 ]         |
| 広島県                        | 中国放送（RCC）     | 2013年12月9日 - 2018年9月17日           |                       |
| 静岡県                        | 静岡放送（SBS）     | 2015年4月20日 -                         | [ 20 ]                |
| 熊本県                        | 熊本放送（RKK）     | 2015年4月20日 -                         | [ 21 ] [ 22 ]         |

### 過去
- 大分放送（第7回（2013年10月） - 第12回（2014年3月））[23]
- 山梨放送（第2回（2013年5月） - 第17回（2014年8月））[23][24]

## 放送日
| ＼     | 01月            | 02月            | 03月            | 04月            | 05月            | 06月            | 07月            | 08月            | 09月            | 10月            | 11月            | 12月            |
| ------ | --------------- | --------------- | --------------- | --------------- | --------------- | --------------- | --------------- | --------------- | --------------- | --------------- | --------------- | --------------- |
| 2013年 |                 |                 |                 | 第01回 04月15日 | 第02回 05月13日 | 第03回 06月10日 | 第04回 07月15日 | 第05回 08月26日 | 第06回 09月16日 | 第07回 10月21日 | 第08回 11月11日 | 第09回 12月09日 |
| 2014年 | 第10回 01月13日 | 第11回 02月17日 | 第12回 03月17日 | 第13回 04月21日 | 第14回 05月05日 | 第15回 06月09日 | 第16回 07月21日 | 第17回 08月25日 | 第18回 09月15日 | 第19回 10月20日 | 第20回 11月03日 | 第21回 12月22日 |
| 2015年 | 第22回 01月12日 | 第23回 02月16日 | 第24回 03月16日 | 第25回 04月20日 | 第26回 05月04日 | 第27回 06月08日 | 第28回 07月06日 | 第29回 08月24日 | 第30回 09月21日 | 第31回 10月19日 | 第32回 11月23日 | 第33回 12月07日 |
| 2016年 | 第34回 01月11日 | 第35回 02月15日 | 第36回 03月21日 | 第37回 04月18日 | 第38回 05月09日 | 第39回 06月13日 | 第40回 07月18日 | 第41回 08月22日 | 第42回 09月19日 | 第43回 10月10日 | 第44回 11月07日 | 第45回 12月26日 |
| 2017年 | 第46回 01月16日 | 第47回 02月20日 | 第48回 03月20日 | 第49回 04月17日 | 第50回 05月15日 | 第51回 06月12日 | 第52回 07月17日 | 第53回 08月21日 | 第54回 09月18日 | 第55回 10月16日 | 第56回 11月13日 | 第57回 12月18日 |
| 2018年 | 第58回 01月15日 | 第59回 02月12日 | 第60回 03月19日 | 第61回 04月16日 | 第62回 05月07日 | 第63回 06月11日 | 第64回 07月30日 | 第65回 08月20日 | 第66回 09月17日 |                 |                 |                 |

## パーソナリティー
中島みゆき

## スタッフ
中島は時代劇の登場人物になぞらえたニックネームで呼んでいる。
- 歴代ディレクター：「北の政所」（中島曰く、女性との事）　現在のディレクター：「お代官様」（決まって「おだいかんさま」ではなく「おでぇかんさま」といいまわされた）
- 構成作家：「殿」（歌川知憲）　「側室のあこ姫」（北村安湖、殿が参勤交代中の代役）。

## コーナー
この番組では、ハガキのみの投稿とハガキとメールの投稿のコーナーに分かれる。なお、メールの受け付けは番組の生放送中に行うが、基本的には、リスナーから送られたハガキを優先的に扱う。これは中島の意向が大きく含まれている。ただし「せっかく生放送をするのだから」と後述2つのコーナーと、生放送中に起きたハプニング、中島が疑問に思うことなどには即座にメールでの反応があり、読まれることがある。
一応、3時台は「深夜放送テイスト」、4時台は「早朝放送テイスト」で放送する。ラジオでは5時から早朝放送扱いとなる局が少なくないが、当番組ではテレビでは4時から早朝放送が始まることを加味している。
番組最後の曲はリスナーから寄せられた中島の曲へのリクエストで締める。他の時間帯は新旧洋邦を問わない様々な曲が流れる。

2016年4月18日の放送では放送の直前に平成28年（2016年）熊本地震が発生したこともあり、番組冒頭と終了間際に熊本・大分のリスナーを気遣うコメントを残し、『ファイト!』で締めた。ただし、熊本放送ではこの地震による緊急報道のため、このコメントは放送されなかった（熊本では断続的にクラシック音楽と地震情報を流した）。
2014年9月までの番組のエンディングでは「このあと5時からニッポン放送では『高嶋ひでたけのあさラジ!』です」とコメントが入り、「あさラジ!」では高嶋ひでたけが5時の冒頭でコメント返しすることがある。

10月からの番組のエンディングでも「このあと5時からニッポン放送では『山口良一 今日もいきいきあさ活ニッポン』です」とコメントが入り、「あさ活ニッポン」では山口良一が冒頭でコメント返しすることがある。また、山口曰くスタジオの兼ね合いで同一ブース内の入れ替えとなった11月の放送では挨拶をしたという。2016年4月以降は「上柳昌彦 あさぼらけ」となったあと、何かしらの理由で上柳を呼び出してトークすることもある。
第16回(2014年7月)の放送の「上柳に寝起きドッキリ」では、日曜深夜から月曜未明の宿直担当となった上柳への寝起きドッキリを敢行するため宿直室のカギを借りてまで用意周到にし、忍び込むまでは成功したものの、当の上柳はその時間にトイレに行っており、ドッキリ遂行の一部始終を放送局内のモニターで聴かれる始末で、戻ってきた彼に開口一番「あのねぇ・・・何やってんですか」と半ばあきれながら突っ込まれてまさかの逆ドッキリとなってしまう。しかもついには寝ることができなくなった上柳が番組の最後に乱入、上柳のボヤキで放送が終了した。

### ＜ハガキのみのコーナー＞

#### 現在のコーナー
- 今月のお題（3時台） 2013年8月〜
月替わりのお題にまつわる投稿を募集。お題は前月の放送で発表。
  - 2013年8月: 線香花火
  - 2013年9月: もらって困った贈り物
  - 2013年10月: 車の中で…
  - 2013年11月: お鍋物語
  - 2013年12月: うどん
  - 2014年1月: カレンダー
  - 2014年2月: 梅干し
  - 2014年3月: ティッシュペーパー
  - 2017年8月: そうめん&冷や麦
  - 2017年9月: スピーチ
  - 2017年10月: おいも
  - 2017年11月: 学園祭文化祭
  - 2017年12月: 懺悔2017
  - 2018年1月: パンダ
  - 2018年2月: スキー・スケート
  - 2018年3月: お人形
  - 2018年4月: カルチャーショック
  - 2018年5月: 鰹
  - 2018年6月: 時計
  - 2018年7月: 合宿
  - 2018年8月: お祭り
  - 2018年9月: 靴

- 何でこげなところに！？（3時台） 2018年4月〜
2018年2月の放送で、『全国のお天気コーナー』を読みに来た上柳アナウンサーが「アナウンサールームにあったセラミックファンヒータが無くなった…」とコメントし、気にかけながら原稿を読んでいたところ、中島の後ろにあるのを発見したやり取りの中で思わず発した中島の叫びがそのままコーナー名となった。これを受けて、「思わぬところから出てきたモノ」のエピソードを受け付ける。

- ネガティブ川柳（4時台） 2013年10月〜
リスナーからは、自らの身に起きたネガティブな状況を5・7・5の川柳にして、送ってもらう。

#### 過去のコーナー
- 真夜中のツヤ話（3時台） 2013年2月（45周年特番）・2013年4月 - 7月
男と女の“ちょっと間抜けな”エピソードを募る。
- 真夜中の告白（3時台） 2013年2月（45周年特番）・2013年4月 -
懺悔から内緒話まで、リスナーの○○を告白してもらう。
- 今日のニャンコ→今月のニャンコ（4時台） 2013年4月 -
リスナーから寄せられたペットにまつわる爆笑・ほのぼのエピソードを紹介。2013年4月15日放送にて、月イチ放送ということで、「今日の……」から「今月の……」にタイトルが変更された旨伝えられた。
- お弁当物語（4時台） 2013年4月 -
自分で作ったお弁当から、相手に作ってもらったお弁当、仕出し弁当に駅弁、コンビニ弁当に好きなおかずなど、リスナーからお弁当にまつわるエピソードを送ってもらう。
- 夜明けのリベンジ（4時台） 2013年4月 - 6月
リスナーからの失敗・残念なエピソード。
- ともの・うまお（3時台） 2016年3月 - 2018年3月
中島のコンサートツアーにも参加するチェロ奏者の友納 真緒（とものう・まお。女性）が本人のエピソードとして、とあるツアーに参加した際、漢字では読みにくいことを理由にスタッフが名簿には「とものうまお」とひらがなで書かれ、プロデューサーに「ともの・うまお」と呼ばれた上、男と勘違いされたという話から派生して、リスナーの本名にまつわるエピソードを受け付ける。さらに友納がブログでこのことを触れていること[30]も4月に放送された。

### ＜メールも受け付けているコーナー＞
- 働きながら聴いています！→真夜中に働いています！（3時台） 2013年2月（45周年特番）・2013年4月 -
多くの人が就寝している深夜の時間帯に頑張って働いているリスナーを応援するコーナー。真夜中働いているリスナーは、どこでどんなお仕事をしているのかハガキやメールで送ると、中島が応援の言葉を贈ってくれる。
- 今週のヤマ場（4時台）
今週の予定に、失敗できない大切な用事や緊張を伴う予定を教えてもらう。中島が応援したり煽ったりする。

### ＜曲にまつわるコーナー＞

#### 現在のコーナー
- 青い選曲シリーズ（3時台） 2018年4月 -
- 中島みゆきのカヴァーソング(仮)→中島みゆきの世界歌謡祭→中島世界歌謡祭（4時台→3時台） 2013年7月 - [31]
日本国内に限らず全世界のアーティストによる中島の楽曲のカバーソングを放送する。9月までは国内のアーティストのカバー曲に限り選曲していた。
かつてエフエム東京の『中島みゆき お時間拝借』も、世界で歌われるみゆきソングを紹介する「中島みゆき世界歌謡祭」コーナーがあった。
- 全国のお天気コーナー（4時過ぎ） 
番組が放送されている9つの放送局の所在地の天気と気温を読み上げる。当初は中島が全国のお天気を読み上げていたが、2015年から上柳アナウンサーが読み、続いてリスナーのはがきをもとに軽くトークする。2017年12月は上柳アナウンサーが休みで洗川雄司アナウンサーが代行した。
トークに続き、全世界の都市にまつわる曲を流しその都市の予想天気・最高・最低の予想気温を伝える。

#### 過去のコーナー
- 眠れずに聴けるかソング（3時台） 2013年2月（45周年特番）・2013年4月 - 7月
聴いていると眠くなりそうなスローテンポの曲や民族音楽などを流す。45周年特番ではコーナー名は付いていなかったが、この回で流したさだまさしの曲を受けて4月からコーナー化したという趣旨の発言があった。
- 今月の秋川雅史（4時台） 2013年4月 - 10月
2013年4月の放送で秋川雅史のカバーソングを放送し、大きな衝撃と反響を得て始まった。「秋川雅史による衝撃的なカヴァーソング」を放送する。
- 金色の選曲シリーズ（3時台） 2017年6月 - 2018年3月
白い選曲シリーズのリニューアル版。「金色の服」を身にまとった人に関する曲を流している
  - ピコ太郎・松平健・黄金バット・マグマ大使・スターウォーズのC3PO・美輪明宏さん・ピンク・レディー・黄金虫・スペクトルマン・「麦の唄」の中島みゆき
- 白い選曲シリーズ（3時台） 2015年11月 - 2017年5月
赤い選曲シリーズのリニューアル版。「白い服」を身にまとった人に関する曲を流している[32]。
  - 2015年11月: 「魅せられて」（歌・ジュディ・オング）
… この曲では白いドレスを身に着けている。
  - 2015年12月: 「オバケのQ太郎」（アニメ『オバケのQ太郎』第1シーズン主題歌、歌・石川進）
… 主人公・Q太郎は白い服を身に着けている。
  - 2016年1月: 「月光仮面は誰でしょう」（ドラマ『月光仮面』主題歌、歌・近藤よし子・キング小鳩会）
… 主人公・月光仮面は白いコスチュームを身に着けている。
  - 2016年2月: 「ジャングル大帝のテーマ」（アニメ『ジャングル大帝』オープニング、歌・平野忠彦）
… 主人公・レオは白いライオンである。
  - 2016年3月: 「止まらないHa〜Ha」（歌・矢沢永吉）
… ステージ上で白いスーツを身に着けて歌うことが多い。
  - 2016年4月: 「ガッチャマンの歌」（アニメ『科学忍者隊ガッチャマン』主題歌、歌・子門真人・コロムビアゆりかご会）
… 主人公・ガッチャマンは白いコスチュームを身に着けている。
- 赤い選曲シリーズ（3時台） 2013年4月 - 2015年10月
中島の私服のレパートリーに赤色が多いことから、「赤い服」を身にまとった人に関する曲を流していた。
  - 2013年4月: 「おしえて」（アニメ『アルプスの少女ハイジ』オープニング、歌・伊集加代子）
… 主人公・ハイジは、赤いワンピースを着ている。
  - 2013年5月: 「ルパン三世のテーマ」（アニメ『ルパン三世』オープニング、作曲・大野雄二）
… 主人公・ルパンは、赤いジャケットを着ている。
  - 2013年6月: 「魔法使いサリーの歌」（アニメ『魔法使いサリー』オープニング、歌・スリー・グレイセス）
… 主人公・サリーは、赤いワンピースを着ている。
  - 2013年7月: 「オラはにんきもの」（アニメ『クレヨンしんちゃん』オープニング、歌・野原しんのすけ(矢島晶子)）
… 主人公・しんのすけは、赤いTシャツおよび、赤いトレーナーを着ている。
  - 2013年8月: 「おどるポンポコリン」（アニメ『ちびまる子ちゃん』オープニング、歌・B.B.クィーンズ）
… 主人公・まる子は、赤いスカートを身に着けている。
  - 2013年9月: 「みかん色の恋」（歌・ずうとるび）
… メンバーの山田隆夫は、笑点で赤い着物を着ている。
  - 2013年10月: 「アンパンマンのマーチ」（アニメ『それいけ!アンパンマン』オープニング、歌・ドリーミング）
… 主人公・アンパンマンは赤い服を着ている。またやなせたかしの追悼を兼ねている
  - 2013年11月: 「薔薇は美しく散る」（アニメ『ベルサイユのばら』オープニング、歌・鈴木宏子）
… 主人公・オスカルは赤い軍服を身に着けている。
  - 2013年12月: 「ママがサンタにキッスした（I Saw Mommy Kissing Santa Claus）」（歌・ジャクソン5）
… サンタクロースは赤い服を身に着けている。
  - 2014年1月: 「GO GO マリオ!!」（原曲・ゲーム『スーパーマリオブラザーズ』BGM、歌・プリンセスピーチ）
… マリオシリーズのキャラクター・マリオは赤い服を身に着けている。
  - 2014年2月: 「誰がために」（歌・成田賢、こおろぎ'73）
… 『サイボーグ009』に登場するサイボーグは赤い防護服を身に着けている。
  - 2014年3月: 「モンキーマジック」（歌・ゴダイゴ）
… 『西遊記』の主人公孫悟空は赤い服を身に着けている。
  - 2014年4月: 「がんばれロボコン」（アニメ『がんばれ!!ロボコン』オープニング、歌・水木一郎・山上万智子・コロムビアゆりかご会）
  - 2014年5月: 「それ行けカープ 〜若き鯉たち〜」（歌・塩見大治郎）
… 広島東洋カープの選手は赤いユニフォームを身に着けている。
  - 2014年6月: 「真赤な太陽」（歌・美空ひばり）
… 赤いドレス衣装のイメージが強い。
  - 2014年7月: 「金魚の昼寝」（歌・野田恵里子）
… 「赤いべべ着た 可愛い金魚」という歌詞がある。
  - 2014年8月: 「すきすきソング」（アニメ『ひみつのアッコちゃん』エンディング、歌・水森亜土）
… 主人公・アッコは赤い上着とスカートを身に着けている。
  - 2014年9月: 「The Takechanマン～タケちゃんマンの歌」（バラエティ番組『オレたちひょうきん族』コーナー使用曲、歌・ひょうきんストリートBAND）
… タケちゃんマンは赤いユニフォームを身に着けている。
  - 2014年10月: 「金太郎」（歌・由紀さおり・安田祥子）
… 金太郎は赤い腹掛けをしている。
  - 2014年11月: アントニオ猪木のテーマ「炎のファイター～INOKI BOM-BA-YE～」
… アントニオ猪木は試合の際に赤いタオルを首にかけている。
  - 2014年12月: 「恋人たちのクリスマス」（歌・ジャスティン・ビーバー＆マライア・キャリー）
… 日本でのシングル発売時、ジャケットで赤いサンタのような衣装を身に着けていた。
  - 2015年1月: 「ウルトラマンの歌」「ウルトラセブンの歌」「ウルトラマンタロウ」
… ウルトラマン系統は赤を基調としたスーツを身に着けている。
  - 2015年2月: 「にっぽん昔ばなし」（アニメ『まんが日本昔ばなし』オープニング、歌・花頭巾）
… オープニング映像に出てくる子供が赤い服を身に着けている。
  - 2015年3月: 「ミッキーマウス・マーチ」
… ミッキーマウスは赤いズボンを穿いている。
  - 2015年4月: 「サニー・デイズ」（子供向け番組『セサミストリート』テーマ曲、歌・東京少年少女合唱隊）
… 『セサミストリート』の看板キャラクター・エルモは赤い体毛である。
  - 2015年5月: 「花の子ルンルン」（アニメ『花の子ルンルン』オープニング、歌・堀江美都子、ザ・チャープス）
… 主人公・ルンルンは赤いコスチュームを身に着けている。
  - 2015年6月: 「ねえ! ムーミン」（アニメ『ムーミン』オープニング、歌・藤田淑子）
… 「ムーミンシリーズ」のキャラクター・ミイは赤い服を着ている。
  - 2015年7月: 「大ちゃん数え唄」（アニメ『いなかっぺ大将』オープニング、歌・吉田よしみ）
… 主人公・風大左衛門は赤い越中褌がトレードマーク。
  - 2015年8月: 「秘密戦隊ゴレンジャー」（歌・ささきいさお、こおろぎ’73）
… 赤いコスチュームのアカレンジャーがいる。
  - 2015年9月: 「がんばれ！赤胴鈴之助」（歌・東京城北少年少女合唱団）
… 主人公・鈴之助は父の形見の赤い胴（防具）を着けている。
  - 2015年10月: 「トゥモロー」（ミュージカル「アニー」より、歌・アイリーン・クイン）
… 主人公・アニーは赤いワンピースを着ている。